# Gundam
A Gundam (ガンダム; Hepburn: Gandamu) vagy más néven a Gundam sorozat (ガンダムシリーズ; Hepburn: Gandamu Shirīzu) a Sunrise sci-fi médiafranchise-a, melyben „mobilruha” (mobile suit) névre keresztelt hatalmas robotok („mechák”) szerepelnek.
A franchise 1979. április 7-én, a Mobile Suit Gundam című anime televíziós sorozattal indult be, amely úttörőnek számított, hiszen a katonai háborús környezetben szerepeltetett hatalmas robotjaival meghatározta a real robot animeműfajt. Az első televíziós sorozat és az azt követő merchandisingjának népszerűségének hála, egy számos médiaformát magába ölelő franchise-t szült. Számos Gundam-cím jelent meg televíziós sorozat és OVA, film, manga, regény és videójáték formájában. A franchise a japán játékipar egyik legnagyobb játék- és hobbifranchise-ának megalkotásával járt.
2014-ig a Gundam franchise összesen 80 milliárd jen bevételt hozott. A Gundam-játékok és hobbitárgyak 2014-es kiskereskedelmi eladásai a 18,4 milliárd jent is elérték. A Gundam sorozat a Japánban értékesített animék 2008-as rangsorolásában, melyben az 1970 és 2008 közötti epizódokra átlagolt összeladásokat vették figyelembe, az első öt hely négy fokát is magáénak tudhatta: a Mobile Suit Gundam a második, a Mobile Suit Gundam SEED Destiny a harmadik, a Mobile Suit Gundam SEED a negyedik, míg a Mobile Suit Zeta Gundam az ötödik pozícióban végzett. Ezeken kívül a Mobile Suit Gundam Wing a tizennyolcadik, illetve a Mobile Suit Gundam ZZ a huszadik helyre került fel. A gunplák (műanyag gundam-modellek) Japán szereplőkről mintázott műanyagmodell-piacának a 90%-át uralják.
Japánban a tudományos felmérések a sorozatra inspirációforrásként tekintenek, a Nemzetközi Gundam-társaság pedig az első animációs televíziós sorozaton alapuló tudományos intézmény.

## Franchise

### TV-sorozatok, filmek és egyéb videók
A jelenlegi naptár-korszakot követő Mobile Suit Gundam 00 TV-sorozatot leszámítva az összes mainstream Gundam sorozat a saját kitalált korszakában játszódik, melyek a történelmük egy vagy egy sor bizonyos drasztikus eseménye után indulnak, bár néha kezdetük tisztázatlan marad. A sorozat egy másik gyakori eleme, hogy a forgatókönyv folyamatosan változik, ahogy a történet a Föld, a világűr, az űrkolóniák, illetve bizonyos esetekben a Hold és a terraformált bolygók között halad tovább.

### Korszakok
- Universal Century (U.C.) (űrkolóniák: „a 7 oldal”) (kabalafigura: Haro)
- Future Century (F.C.) (űrkolóniák: Neo-Japán, Neo-Amerika, Neo-Kína, Neo-Franciaország, Neo-Oroszország, stb.)
- After Colony (A.C.) (űrkolóniák: az 5 Stanford-tórusz)
- After War (A.W.) (űrkolóniák: Cloud 9)
- Correct Century (C.C.)
- Cosmic Era (C.E.) (űrkolóniák: PLANT) (kabalafigura: Haro és Birdy)
- Anno Domini (A.D.) (űrkolóniák: a 3 Bernal-gömb, Colony Plant) (kabalafigura: Haro)
- Advanced Generation (A.G.) (űrkolóniák: Angel, Ovan, Nora, Fardain, Minsry, Tordia, Solon City, Nortram, Second Moon) (kabalafigura: Haro)
- Regild Century (R.C.) (űrkolóniák: Towasanga, Venus Globe) (kabalafigura: HaroBe)
- Post Disaster (P.D.) (űrkolóniák: Saisei, Dort Colonies)

| Cím                                                            | Média                      | Megjelenés             | MSG-dátum                   |
| -------------------------------------------------------------- | -------------------------- | ---------------------- | --------------------------- |
| Mobile Suit Gundam                                             | TV-sorozat                 | 1979–1980              | U.C. 0079                   |
| Mobile Suit Gundam                                             | Összegző filmek            | 1981–1982              | U.C. 0079                   |
| Mobile Suit Zeta Gundam                                        | TV-sorozat                 | 1985–1986              | U.C. 0087–88                |
| Mobile Suit Zeta Gundam                                        | Összegző filmek            | 2005–2006              | U.C. 0087–88                |
| Mobile Suit Gundam ZZ                                          | TV-sorozat                 | 1986–1987              | U.C. 0088–89                |
| Mobile Suit Gundam: Char's Counterattack                       | Film                       | 1988                   | U.C. 0093                   |
| Mobile Suit SD Gundam                                          | Filmek                     | 1988, 1989, 1991, 1993 | Különböző                   |
| Mobile Suit SD Gundam                                          | OVA                        | 1989–1991              | Különböző                   |
| Mobile Suit SD Gundam                                          | Összegző TV-sorozat        | 1993                   | Különböző                   |
| Mobile Suit Gundam 0080: War in the Pocket                     | OVA                        | 1989                   | U.C. 0079–80                |
| Mobile Suit Gundam F91                                         | Film                       | 1991                   | U.C. 0123                   |
| Mobile Suit Gundam 0083: Stardust Memory                       | OVA                        | 1991–1992              | U.C. 0083                   |
| Mobile Suit Gundam 0083: Stardust Memory                       | Összegző film              | 1992                   | U.C. 0083                   |
| Mobile Suit Victory Gundam                                     | TV-sorozat                 | 1993–1994              | U.C. 0153                   |
| Mobile Fighter G Gundam                                        | TV-sorozat                 | 1994–1995              | F.C. 60                     |
| Mobile Suit Gundam Wing                                        | TV-sorozat                 | 1995–1996              | A.C. 195                    |
| Mobile Suit Gundam Wing                                        | Összegző OVA               | 1996                   | A.C. 195                    |
| Mobile Suit Gundam: The 08th MS Team                           | OVA                        | 1996                   | U.C. 0079                   |
| Mobile Suit Gundam: The 08th MS Team                           | Összegző film              | 1998                   | U.C. 0079                   |
| After War Gundam X                                             | TV-sorozat                 | 1996                   | A.W. 0015                   |
| Gundam Wing: Endless Waltz                                     | OVA                        | 1997                   | A.C. 196–197                |
| Gundam Wing: Endless Waltz                                     | Összegző film              | 1998                   | A.C. 196–197                |
| Turn A Gundam                                                  | TV-sorozat                 | 1999–2000              | C.C. 2345                   |
| Turn A Gundam                                                  | Összegző filmek            | 2002                   | C.C. 2345                   |
| G-Saviour                                                      | Élőszereplős film          | 2000                   | U.C. 0223                   |
| Gundam Neo Experience 0087: Green Diver                        | Rövidfilm                  | 2001                   | U.C. 0087                   |
| Gundam Evolve                                                  | Animációs rövidfilmsorozat | 2001–2005              | Különböző                   |
| Mobile Suit Gundam SEED                                        | TV-sorozat                 | 2002–2003              | C.E. 71                     |
| Mobile Suit Gundam SEED                                        | Összegző különadások       | 2004                   | C.E. 71                     |
| Superior Defender Gundam Force                                 | TV-sorozat                 | 2003–2004              | Ismeretlen                  |
| Mobile Suit Gundam MS IGLOO: The Hidden One Year War           | Filmek                     | 2004                   | U.C. 0079                   |
| Mobile Suit Gundam SEED Destiny                                | TV-sorozat                 | 2004–2005              | C.E. 73                     |
| Mobile Suit Gundam SEED Destiny                                | Összegző különadások       | 2006–2007              | C.E. 73                     |
| Mobile Suit Gundam MS IGLOO: Apocalypse 0079                   | OVA                        | 2006                   | U.C. 0079                   |
| Mobile Suit Gundam SEED C.E. 73: Stargazer                     | ONA                        | 2006                   | C.E. 73                     |
| Mobile Suit Gundam 00                                          | TV-sorozat                 | 2007–2009              | A.D. 2307–2312              |
| Mobile Suit Gundam 00                                          | Összegző különadások       | 2009                   | A.D. 2307–2312              |
| Mobile Suit Gundam MS IGLOO 2: The Gravity Front               | OVA                        | 2009                   | U.C. 0079                   |
| Mobile Suit Gundam Unicorn                                     | OVA                        | 2010–2014              | U.C. 0096                   |
| Mobile Suit Gundam Unicorn                                     | Összegző TV-sorozat        | 2016                   | U.C. 0096                   |
| SD Gundam Sangokuden Brave Battle Warriors                     | Film                       | 2010                   | Ismeretlen                  |
| SD Gundam Sangokuden Brave Battle Warriors                     | TV-sorozat                 | 2010                   | Ismeretlen                  |
| Mobile Suit Gundam 00 the Movie: A Wakening of the Trailblazer | Film                       | 2010                   | A.D. 2314                   |
| Model Suit Gunpla Builders Beginning G                         | OVA                        | 2010                   | A.D. 2010                   |
| Mobile Suit Gundam AGE                                         | TV-sorozat                 | 2011–2012              | A.G. 115, 140–142, 164, 201 |
| Mobile Suit Gundam AGE                                         | OVA                        | 2011–2012              | A.G. 115, 140–142, 164, 201 |
| Gundam Build Fighters                                          | TV-sorozat                 | 2013–2014              | A.D. 20??                   |
| Mobile Suit Gundam-san                                         | TV-sorozat                 | 2014                   | U.C. 0079                   |
| Gundam Reconguista in G                                        | TV-sorozat                 | 2014–2015              | R.C. 1014                   |
| Gundam Build Fighters Try                                      | TV-sorozat                 | 2014–2015              | A.D. 20??                   |
| Mobile Suit Gundam: The Origin                                 | OVA                        | 2015–2016              | U.C. 0068–0079              |
| Mobile Suit Gundam: Iron-Blooded Orphans                       | TV-sorozat                 | 2015–?                 | P.D. 323                    |
| Mobile Suit Gundam Thunderbolt                                 | ONA                        | 2015–2016              | U.C. 0079–0080              |

### Mangák és regények
Az eredeti sorozat mangafeldolgozását többek között a Viz Media, a Del Rey Manga és a Tokyopop is megjelentette angol nyelven Észak-Amerikában, míg Szingapúrban a Chuang Yi.

### Videójátékok
A Gundam népszerűségére tekintettel számos videójáték jelent meg, köztük több olyan, melyben új, más médiában korábban nem látható szereplő is megjelent. Az évek folyamán több, mint 80 Gundam-játék jelent meg játéktermi, illetve számítógépes és konzolos platformokra. A népszerű Dynasty Warriors videójátékot alapjául véve született meg a Dynasty Warriors: Gundam sorozat. Bizonyos Gundam-játékból spin-off regények és mangák is megjelentek. A legtöbb Gundam-játék kizárólag Japánban és Délkelet-Ázsiában jelent meg, ez alól kivételt képeztek a Dynasty Warriors: Gundam játékok.

### Gundam-modellek
A franchise maradandó sikerének egyik legjelentősebb tényezői a Gundam-mechák modelljei, melyek az 1980-as években jelentek meg először. Több száz, főként műanyagból, illetve alkalmanként gyanta, fém vagy egyéb anyagból készült modell jelent meg. Ezek minősége a gyerekeknek szóló játékkészletektől, az amatőr és múzeumi minőségű modellekig terjed. A legtöbb modell méretaránya 1:144, 1:100, 1:60, 1:48, vagy 1:35. Különleges promóciós modellek képében 1:12 és 1:6 méretarányú modellek is megjelentek a kiskereskedőknél, azonban ezek kereskedelmi forgalomban nem kaphatóak. Egy életnagyságú modellt a tokiói Odaibában, majd később Sizuokában is felállítottak.